# Ebo merkeli
Ebo merkeli là một loài nhện trong họ Philodromidae.
Loài này thuộc chi Ebo. Ebo merkeli được miêu tả năm 1965 bởi Schick.